# Državna cesta D60
D60 je državna cesta u Hrvatskoj. Ukupna duljina iznosi 66,1 km.
Prolazi kroz naselja Brnaze, Turjaci, Košute, Trilj, Čaporice, Ugljane, Vinine, Biorine, Cista Velika, Cista Provo, Lovreć, Grubine, Kamenmost, Imotski i Donji Vinjani, te završava na GP Vinjani Donji. 